# 동산점유회복소송
|                                                      |
| 불법행위법                                           |
| 영미법 시리즈                                        |
| 과실                                                 |
| 주의의무 · 주의기준                                  |
| 근인 · 사실추정의 원칙                               |
| 과실계산 · 가해자 완전책임                           |
| 과실의 정신적 가해행위                               |
| 구조원칙 · 구조의무                                  |
| 법률상 불법행위                                      |
| 제조물책임법 · 고위험 행위                           |
| 불법침입인 · 승낙출입자 · 고객                       |
| 유인적 위험물                                        |
| 재산관련 불법행위                                    |
| 불법침해 · 컨버전                                    |
| 압류동산회복소송 · 동산점유회복소송 · 횡령물회복소송 |
| 유해물                                               |
| 근린방해 · 라일랜즈 대 플레처 판결                   |
| 의도적 불법행위                                      |
| 폭행위협 · 폭행 · 불법감금                           |
| 정신적 피해                                          |
| 승낙 · 필요 · 자기방어                               |
| 명예관련 불법행위                                    |
| 명예훼손 · 사생활 침해                               |
| 신뢰훼손 · 절차악용                                  |
| 악의적 기소                                          |
| 경제적 불법행위                                      |
| 사기 · 불법적 간섭                                   |
| 음모 · 영업방해                                      |
| 의무, 변론, 구제방법                                 |
| 상대적 과실과 과실 기여                              |
| 명백한 회피 기회 원칙                                |
| 상급자책임 · 동의는 권리침해 성립을 조각             |
| 패륜적 계약에서 채권발생 없다                        |
| 손해배상 · 금지명령                                  |
| 영미법                                               |
| 미국의 계약법 · 미국의 재산법                        |
| 미국의 유언신탁법                                    |
| 미국의 형법 · 미국의 증거법                          |

동산점유회복소송(動産占有回復訴訟, replevin), 프랑스어에 어원을 두고 있는 영미법 법률용어이며 물권회복소송이라고도 한다. (고대 프랑스어인 replevir에서 왔으며 맹세한다는 뜻의 plevir에서 파생되었다). 불법적으로 빼앗긴 물건 보상을 위해 제기하는 특수한 소송의 형태를 뜻하며 14세기까지 거슬러 올라가는 유서깊은 소송제도이다. 현재는 부당 압류된 동산의 반환이나 부당 압류로 입은 손해의 보상을 위한 소송으로 널리쓰인다. 동산점유회복소송은 시간이 지나서 더 이상 Privilege to Recapture Chattel을 행사할 수 없을 때, 소송을 이용해서 행사할 수 있는 수단이다.예를 들어 소비자는 야채에 대한 가격을 지불하고 나서 원판매자에게 아채를 잠시 점유를 맞겨 놓았으나 야채장수가 제3자에게 과실로 판매하여 소비자는 점유회복을 위하여 소송을 제기할 수 있다.

## 같이 보기
- 동산반환청구소송
- 상사유치권
- 횡령물회복소송